# María Sánchez
María José Sánchez Moreno (3 luglio 2005) è una tuffatrice messicana.

## Palmarès
- Mondiali

Gwangju 2019: bronzo nel sincro 10 m misti